# Parsaoran Janji Angkola
Parsaoran Janji Angkola is een bestuurslaag in het regentschap Tapanuli Utara van de provincie Noord-Sumatra, Indonesië. Parsaoran Janji Angkola telt 1119 inwoners (volkstelling 2010).